# توماس درايتون
توماس درايتون هو سياسي أمريكي، ولد في 24 أغسطس 1809 في تشارلستون في الولايات المتحدة، وتوفي في 18 فبراير 1891 في فلورنس في الولايات المتحدة. انتخب عضو مجلس ولاية كارولاينا الجنوبية ‏.